# Португалия на летних Олимпийских играх 2004
Португалия принимала участие в Летних Олимпийских играх 2004 года в Афинах (Греция) в двадцать первый раз за свою историю, и завоевала две серебряные и одну бронзовую медали.

## Серебро
- Велоспорт, индивидуальная гонка, мужчины — Сержиу Паулинью.
- Лёгкая атлетика, 100 метров, мужчины — Франсиш Обиквелу

## Бронза
- Лёгкая атлетика, 1500 м, мужчины — Руй Силва.